# یان یوهانسون
یان یوهانسون (انگلیسی: Jan Johansson؛ ۱۶ سپتامبر ۱۹۳۱ – ۹ نوامبر ۱۹۶۸) موسیقی‌دان، آهنگساز و نوازنده پیانوی جاز اهل سوئد بود.
از فیلم‌ها یا مجموعه‌های تلویزیونی که وی در آن‌ها نقش داشته است می‌توان به پی‌پی جوراب‌بلند اشاره نمود.